# Saint-Pierre-lès-Elbeuf

Saint-Pierre-lès-Elbeuf este o comună în departamentul Seine-Maritime, Franța. În 1 ianuarie 2022 avea o populație de 8.295 de locuitori.